# Reinado de Cleópatra

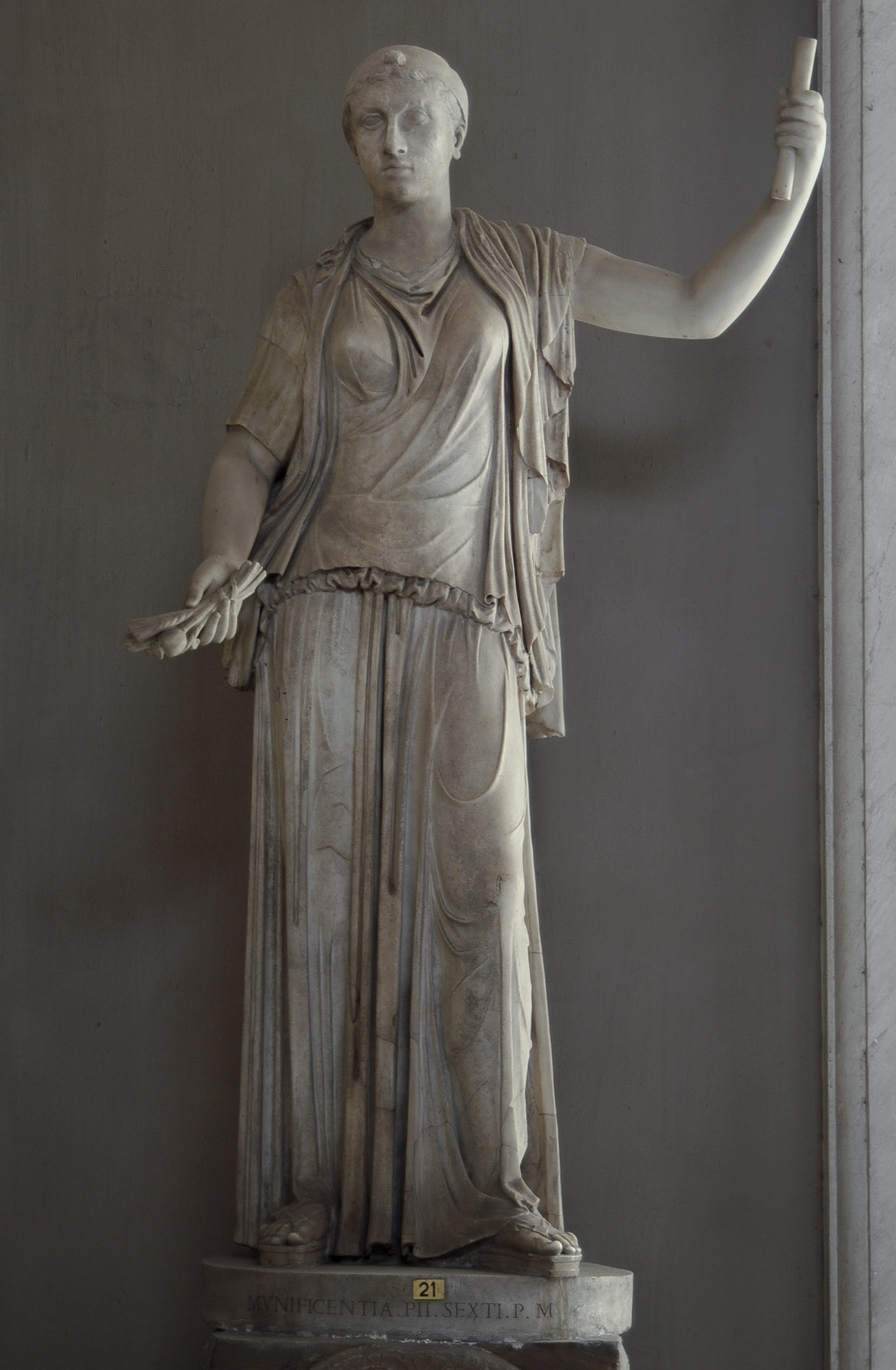
Uma estátua de mármore romana reestruturada de Cleópatra VII usando um diadema encontrada perto da Tomba di Nerone, em Roma, ao longo da Via Cassia, no Museu Pio-Clementino.

O reinado de Cleópatra VII do Reino Ptolomaico do Egito começou com a morte de seu pai, o faraó governante Ptolomeu XII Auletes, em março de 51 a.C. Terminou com sua morte em 10 ou 12 de agosto de 30 a.C. Após o reinado de Cleópatra, o país do Egito foi transformado em uma província do Império Romano e o período helenístico chegou ao fim. Durante seu reinado, ela governou o Egito e outros territórios como uma monarca absoluta, na tradição do fundador da dinastia Ptolomeu I Sóter (r. 305-283 a.C), bem como Alexandre, o Grande (r. 336-323 a.C) de Macedônia, que conquistou o Egito do Império Aquemênida.
Cleópatra e seu irmão mais novo, Ptolomeu XIII, subiram ao trono como governantes conjuntos, mas um conflito entre eles culminou em uma guerra civil. Cleópatra fugiu brevemente para a Síria Romana em 48 a.C., mas voltou mais tarde naquele ano com um exército para enfrentar Ptolomeu XIII. Como um Estado cliente romano, o estadista romano Pompeu, o Grande, viu o Egito ptolomaico como um lugar de refúgio após perder a Batalha de Farsalo em 48 a.C. na Grécia contra seu rival Júlio César na Guerra Civil de César. No entanto, Ptolomeu XIII mandou matar Pompeu em Pelúsio e enviou sua cabeça decepada para César, enquanto o último ocupou Alexandria em busca de Pompeu. Com sua autoridade como cônsul da República Romana, César tentou reconciliar Ptolomeu XIII com Cleópatra. No entanto, Potino, principal conselheiro de Ptolomeu XIII, considerou os termos de César favoráveis a Cleópatra. Portanto, suas forças, lideradas primeiro por Áquila e depois por Ganimedes sob o comando de Arsínoe IV (a irmã mais nova de Cleópatra), sitiaram César e Cleópatra no palácio. Os reforços suspenderam o cerco no início de 47 a.C. e Ptolomeu XIII morreu pouco depois na Batalha do Nilo. Arsinoe IV acabou sendo exilado em Éfeso e César, agora um ditador eleito, declarou Cleópatra e seu irmão mais novo Ptolomeu XIV como governantes conjuntos do Egito. No entanto, César manteve um caso particular com Cleópatra que gerou um filho, Cesário (mais tarde Ptolomeu XV), antes de partir de Alexandria para Roma.
Cleópatra viajou para Roma como rainha-cliente em 46 e 44 a.C, hospedando-se em sua villa . Após o assassinato de César em 44 a.C., Cleópatra tentou nomear Cesário como seu herdeiro. O sobrinho-neto de César, Otaviano (conhecido como Augusto em 27 a.C, quando se tornou o primeiro imperador romano), frustrou isso. Cleópatra então mandou matar seu irmão Ptolomeu XIV e elevou seu filho Cesário como co-governante. Na guerra civil dos Libertadores de 43-42 a.C., Cleópatra se aliou ao Segundo Triunvirato romano, formado por Otaviano, Marco Antônio e Marco Emílio Lépido  Ela desenvolveu um relacionamento pessoal com Marco Antônio que acabaria por produzir três filhos: os gêmeos Alexandre Hélios e Cleópatra Selene II e Ptolomeu Filadelfo. Antônio usou sua autoridade comopara realizar a execução de Arsinoe IV a pedido de Cleópatra. Ele tornou-se cada vez mais dependente de Cleópatra tanto para financiamento quanto para ajuda militar durante as invasões do Império Parta e do Reino da Armênia. Embora sua invasão da Pártia não tenha sido bem-sucedida, ele conseguiu ocupar a Armênia. Ele trouxe o rei Artavasdes II de volta para Alexandria em 34 a.C. como um prisioneiro em seu triunfo romano simulado promovido por Cleópatra. Isso foi seguido pelas Doações de Alexandria, nas quais os filhos de Cleópatra com Antônio receberam vários territórios sob a autoridade triunviral de Antônio. Cleópatra foi nomeada Rainha dos Reis e Cesarion o Rei dos Reis. Este evento, junto com o casamento de Antônio com Cleópatra e o divórcio de Otávia Menor, irmã de Otaviano, marcou uma virada que levou à Guerra Final da República Romana.
Depois de se envolver em uma guerra de propaganda, Otaviano forçou os aliados de Antônio no Senado Romano a fugir de Roma em 32 a.C.. Ele declarou guerra a Cleópatra por fornecer ilegalmente apoio militar a Antônio, agora um cidadão romano privado sem cargo público. Antônio e Cleópatra lideraram uma força naval conjunta na Batalha de Ácio de 31 a.C. contra o general Agripa, que venceu a batalha depois que Cleópatra e Antônio fugiram para o Peloponeso e, finalmente, para o Egito. As forças de Otaviano invadiram o Egito em 30 a.C.. Embora Antônio e Cleópatra tenham oferecido resistência militar, Otaviano derrotou suas forças, levando ao suicídio de Antônio. Quando ficou claro que Otaviano planejava trazer Cleópatra a Roma como prisioneira para sua procissão triunfal, ela também cometeu suicídio, supostamente por uso de veneno. A crença popular é que ela foi mordida por uma áspide.